# قارقولوق علیا
قارقلوق علیا، روستایی است از توابع شهرستان پلدشت استان آذربایجان غربی ایران.این روستا در ۷کیلومتری شهرستان پلدشت و در حاشیهٔ رودخانه مرزی ارس واقع شده‌است.
این روستا قدیمی‌ترین و مهم‌ترین روستای شهرستان پلدشت است که دارای قدمت تاریخی زیادی می‌باشد . پل قدیمی این روستا که هم‌اکنون فقط پایه‌های آن در رودخانه ارس( آراز )باقی مانده قدیمی‌ترین پل مواصلاتی بین منطقه و جمهوری خود مختار نخجوان می‌باشد .به دلیل نزدیکی این روستا به شهر پلدشت، متأسفانه بسیاری از اهالی آن به شهر مهاجرت کرده‌اند و برای انجام کارهای کشاورزی خود، مراجعه موردی به روستا دارند.

## جمعیت
این روستا در دهستان زنگبار قرار داشته و بر اساس سرشماری سال ۱۳۹۵ جمعیت آن ۱۶۸نفر (۵۰ خانوار) 
بوده‌است.